# Cerco de Buitrones
El Cerco de Buitrones es un recinto murado de la localidad española de Almadenejos, en la provincia de Ciudad Real. El lugar, que cuenta con el estatus de  Bien de Interés Patrimonial, consiste en un espacio cercado con un muro, en el que se alojan restos de hornos de aludeles para la extracción de mercurio de su mena, el cinabrio.

## Contexto histórico
A finales del siglo XVII, Miguel de Unda y Garibay constató el agotamiento de las minas de mercurio de Almadén. Como resultado de la búsqueda de nuevos filones, el 11 de mayo de 1699 se localizó la mina de Almadenejos, que sería conocida como Vieja Concepción. A su alrededor, en un pequeño cerro, se fue formando un núcleo de chozas para los mineros, que poco a poco se consolidó con la construcción de almacenes, casas y otros habitáculos relacionados con las labores mineras. En el siglo XVIII se llevó a cabo la construcción de los principales edificios de Almadenejos, estrechamente vinculados al descubrimiento y explotación de varios yacimientos mineros. Debido a un incendio en la Mina de Almadén, los operarios fueron destinados a amurallar Almadenejos entre los años 1756 y 1759 con el fin de mantenerlos ocupados. Asociado a este encintado minero se localiza el Cerco de Buitrones, lugar donde se transformaba el mineral de cinabrio, se envasaba y preparaba para su traslado a Sevilla. Las explotaciones históricas se abandonaron a mediados del siglo XIX.

## Descripción
El cerco de Buitrones está construido en el flanco norte del núcleo urbano de la localidad ciudadrealeña de Almadenejos, en Castilla-La Mancha. Se adapta a la topografía de la suave ladera del cerro donde se ubica la población. El entorno es fundamentalmente urbano ya que a escasos veinte metros al sur del cerco se localizan casas del núcleo. Se construyó a mediados del siglo XVIII, cerca del baritel de la mina Vieja Concepción. En 1850, el Diccionario geográfico-estadístico-histórico de España y sus posesiones de Ultramar de Madoz afirmaba que se encontraban en funcionamiento los pares de hornos:

Santa María y San Pedro, Rosario y Santo Domingo; Concepción y San Miguel; Soledad y San Rafael; Carmen y San José (…) Su cabida es de 900 a. de mineral, de las cuales 100 son de roca estéril que se coloca, según queda dicho, sobre la red del vaso, sirviendo de solera al mineral; las 160 de mineral superior; 280 del mediano; 200 del inferior; y 160 de tierra o vaciscos

El cerco tiene una planta cuadrangular, delimitada por una muralla que contiene una serie de elementos relacionados con la transformación del mercurio extraído en las cercanas minas de Vieja y Nueva Concepción de Almadenejos. La muralla fue construida con el fin de dar trabajo a los operarios de la Mina de Almadén durante la interrupción de la explotación provocada por un incendio. Está construida con mampostería de piedra y argamasa, aunque se emplea el ladrillo en diversos elementos como lienzos, vértices, mechinales y en la cubierta superior original, rematada con un tejadillo a dos aguas sobre una cornisa de dos hiladas. Entre este tejadillo y la mampostería de base se aprecia una franja de tapial. La muralla contaba con siete puertas, tres de ellas de mayor envergadura que el resto: las puertas oeste, norte y este. La puerta oeste está fabricada con ladrillo y consta de dos jambas y un arco rebajado; se protege con un tejadillo a dos aguas de teja árabe. La puerta norte está realizada con ladrillo y cajas de mampostería en las jambas, y tiene un arco de medio punto de sección longitudinal abocinada, que ha perdido la parte superior y el tejadillo, y está tapiada. La puerta este también está construida con ladrillo y cajas de mampostería, y tiene un arco rebajado que remata en un frontón de lados curvos. La estructura se encuentra flanqueada al interior por dos contrafuertes de cajas de mampostería con las esquinas de ladrillo.
En el interior del recinto, el espacio central está ocupado por seis pares de hornos o baterías de aludeles para la transformación del cinabrio, así como dos almacenes, uno junto a la puerta oeste y otro adosado al flanco sur de la muralla. Este tipo de hornos fue inventado por Lope Saavedra Barba, médico de Huancavelica (Perú) y su descripción es perfectamente aplicable a los del Cerco de Buitrones:

Los hornos van siempre juntos dos a dos, sirviéndose de abrigo uno a otro. Son hornos de cuba de sección circular. Tienen en su interior la forma de un cilindro cubierto por una semiesfera algo rebajada. El cilindro está dividido en dos partes por medio de tres arcos de mampostería colocados hacia la mitad, en los cuales hay otros ladrillos, llamados ladrillos de oreja, formando una especie de parrilla, que recibe el nombre de red. La parte superior de la red, donde se carga el mineral, es llamada vaso o laboratorio y la inferior hogar, donde se introduce el combustible (normalmente monte bajo). El fondo es cóncavo y se llama caldera o cenicero. Tanto el vaso como el hogar tienen sus correspondientes puertas por las cuales se introducen en cada compartimento los materiales que están respectivamente destinados (…) A la altura de los ventanillos de las arquetas se encuentra el principio de un plano inclinado, seguido de otro aproximadamente igual pero de pendiente contraria sobre los cuales se coloca el aparato de condensación para el mercurio. La unión de ambos planos, llamada quiebra, tiene una ligera pendiente hacia uno de sus extremos, con el fin de que por ella corra el mercurio condensado a un recipiente (…) El plano de rabera, con pendiente en rampa desde la quiebra, termina en dos cámaras llamadas camaretas, que tienen una chimenea por donde salen a la atmósfera los gases no condensados. En cada camareta hay una puerta de madera, cerrada durante la operación, por la cual entraban los encargados de la limpieza (…) Los hornos están fabricados de mampostería ordinaria con verdugadas de ladrillo.

En el cerco de Buitrones los hornos 1, 2 y 3, 4 y 6 conservan la cámara de combustión, camareta y rampas sin los característicos aludeles. En el caso del horno 4, destaca la cámara de combustión que conserva los alzados pero no la parrilla ni la cubierta, no obstante, es la que refleja mejor el método de construcción de estas estructuras. El horno 5 sólo presenta el hueco de preparación del par de hornos que, al parecer, no llegaron a construirse. El horno 6 tiene una zona rehundida de sección elipsoidal reforzada con un muro de mampostería al norte de las camaretas. El almacén de mercurio se encuentra situado al oeste del recinto. Presenta una estructura de planta rectangular, dos alturas y cubierta a dos aguas que prácticamente se encuentra desaparecida. Los muros se han realizado con cajas de mampostería, refuerzos de ladrillo en las esquinas, vanos y tongadas de regularización. El interior se distribuye en dos ambientes en sentido longitudinal separados por tres grandes arcos de medio punto fabricados completamente con ladrillo y enfoscados con un mortero de cal enjalbegado.
Junto a la puerta oeste se localiza la garita del portero; una construcción de planta circular de tres metros de diámetro construida con mampostería. El único acceso se realiza a través de una puerta de ladrillo con arco rebajado. Al sur del recinto se localiza una estructura de planta cuadrada de similares características constructivas a las del almacén de mercurio, que se corresponde con uno de los accesos al interior de la mina de la Concepción.
El 21 de octubre de 2016 fue declarado Bien de Interés Patrimonial, con la categoría de Construcción de Interés Patrimonial, en una resolución publicada el 3 de noviembre de ese mismo año en el Diario Oficial de Castilla-La Mancha.